# Valentín Villafañe
Valentín Villafañe (Mar del Plata, 2 maggio 1991) è un attore argentino.
Dopo alcuni ruoli secondari, ottiene il ruolo di antagonista, Titan, nella telenovela Sueña conmigo, mentre nel 2012 è Lucas in 30 días juntos.

## Biografia
Valentín Villafañe nasce a Mar del Plata, nella provincia di Buenos Aires, il 2 maggio del 1991. Nel 2002 si trasferisce nella capitale argentina. Inizia la sua formazione artistica nel 2005, frequentando una scuola di teatro, continuando negli anni successivi anche con Mónica Bruni, con la quale partecipa ad alcuni spettacoli teatrali tra il 2007 e il 2008.
In televisione, debutta in alcune campagne pubblicitarie e nel 2006 quando prende parte a Algo habrán hecho por la historia argentina nel ruolo del Colonnello Francisco Solano López. Due anni dopo partecipa alla seconda stagione della telenovela Il mondo di Patty come Damián ed è Marcos nella serie televisiva Bella y Bestia, mentre tra il 2009 e il 2010 impersona Abel nel serial Niní, ruolo riconfermato anche nello spettacolo teatrale denominato Niní: la búsqueda. In quest'ultimo anno ottiene il ruolo di antagonista nella telenovela Sueña conmigo, in cui interpreta Titan fino al 2011, anche nel musical intitolato Sueña conmigo en concierto, occasione in cui canta la canzone Picu Picu.
Nel 2011 partecipa alla serie Víndica nella parte del soldato Germán Rodríguez, nella versione giovanile. Inoltre, recita in un episodio di Historias de la primera vez come Santiago e a Los únicos. L'anno successivo è nel cast protagonista della miniserie 30 días juntos, nel ruolo di Lucas.
Partecipa poi alla telenovela Una famiglia quasi perfetta nel 2014, interpretando Tomás, mentre nel 2016 prende parte alla live action Jungle Nest nella parte di Markus, per cui riceve anche una candidatura ai Kids' Choice Awards Argentina. Nel 2018 recita nella seconda stagione della serie TV El marginal.

## Filmografia

### Televisione
- Algo habrán hecho por la historia argentina – serie TV (2006)
- Il mondo di Patty (Patito Feo) – serial TV (2008)
- Bella y Bestia – serie TV (2008)
- Niní – serial TV (2009-2010)
- Sueña conmigo – serial TV (2010-2011)
- Víndica – serie TV (2011)
- Historias de la primera vez – serie TV, 1 episodio (2011)
- Los únicos – serial TV (2011)
- 30 días juntos – miniserie TV (2012)
- Una famiglia quasi perfetta (Somos familia) – serial TV (2014)
- Jungle Nest – serie TV (2016)
- El marginal – serie TV (2018)
- Selenkay – serie TV, episodi 1x01-1x02 (2024)

## Teatro
- Niní: la búsqueda, regia di Valeria Ambrosio (2009-2010)
- Sueña conmigo en concierto, regia di Eduardo Gongell (2011)
- Descuidistas, regia di Ezequiel Sagasti (2013)

## Premi e riconoscimenti
Kids' Choice Awards Argentina
- 2011 - Preselezione per antagonista preferito per Sueña conmigo[14][15]
- 2016 - Candidatura per antagonista preferito per Jungle Nest[12][16]

## Doppiatori italiani
Nelle versioni in italiano delle opere in cui ha recitato, Valentín Villafañe è stato doppiato da:
- Paolo Vivio in Il mondo di Patty[17]
- Jacopo Bonanni in Ninì[18]
- Mattia Ward in Sueña conmigo[19]
- Davide Farronato in Una famiglia quasi perfetta[20]